# James Allen da Luz
James Allen da Luz  (Buriti Alegre (GO), 21 de dezembro de 1938 – Porto Alegre (RS), 24 de março de 1973) foi um guerrilheiro brasileiro, integrante da organização de extrema-esquerda VAR-Palmares, que participou da luta armada contra a ditadura militar instalada no Brasil entre 1964 e 1985.
É filho de de Cassiano Diniz Filho da Luz e Rolandina Martins da Luz.
Sua morte é desconhecida e seus restos mortais nunca foram entregues para a sua família.

## Vida
Um dos principais militantes da VAR-Palmares, integrante da Ala Vermelha, a mais radical da organização, Allen participou de várias ações armadas cometidas pela guerrilha no período, chegando a se exilar no Uruguai e em Cuba, voltando sempre ao Brasil para participar de novos atos contra o governo. É mais conhecido por ter sido o líder do sequestro do voo 114, o sequestro de um avião comercial da Cruzeiro do Sul para Cuba em janeiro de 1970 e por ser o único sobrevivente da Chacina de Quintino, ocorrida no Rio de Janeiro em março de 1972, onde sua companheira Lígia Maria Salgado Nóbrega, grávida de dois meses, foi morta por agentes da repressão política junto a outros integrantes da guerrilha armada.

## Nomes Falsos
Foram apontados, para James Allen da Luz, o uso de alguns codinomes, como Ciro, Roberto e Goiano.

## Destino Final
Considerado um desaparecido político, o destino final de sua vida não é conhecido de forma oficial, com diversas contradições entre informações junto a ocultação de outras. O único consenso que existe é quanto ao local, a cidade de Porto Alegre. 
O Centro de Documentação Eremias Delizoicov informa seu desaparecimento em 16 de novembro de 1977. Entretanto, uma outra versão conta que James morreu em um acidente automobilístico no dia 24 de março de 1973, quatro anos antes da data de seu desaparecimento, de acordo com um relatório confidencial do SNI descoberto após a redemocratização. O Volume III do Relatório da Comissão Nacional da Verdade, do dia 10 de dezembro de 2014, determinou que existe a responsabilidade do Estado na ocultação do cadáver de James Allen Luz, acrescentando, ainda, que sofreu diversas violações por agentes do Estado da Ditadura Civil Militar ocorrida no Brasil, implementada em abril do ano de 1964. Até os dias de hoje, seu corpo nunca foi achado e as Forças Armadas não tem nenhum registro para acrescentar sobre o caso.
Os restos mortais de James Allen Luz nunca foram entregues para a sua família.Até os dias de hoje não se sabe onde foram enterrados.

## Acidente Automobilístico
Em acordo com os fatos divulgados pelos órgão de repressão do Estado, James Allen Luz teria falecido durante um acidente de carro na cidade de Porto Alegre. Este teria se sucedido ao dia de 24 de março de 1973. Ainda como informaram as autoridades, junto ao auto de necropsia realizado, a data de falecimento se deu no dia seguinte, 25 de março  daquele ano. O documento foi assinado pelos legistas Edson M. Dutra e Marco Aurélio Barros da Silva e registrado com o nome de James Allen. O perito criminalístico ainda afirmou que o acidente se deu no dia 24 de março e informou que James foi levado em estado grave para a Clínica Stefani, na mesma cidade em que se acidentou
Em uma reportagem publicada 11 dias depois, no dia 05 de abril de 1973, o jornal Folha da Tarde noticiou que a Polícia todavia não tinha conseguido desvendar as razões do capotamento de uma Variant, na Estrada do Lami, a qual gerou a morte de um homem. Se junta isso, ainda, que o Departamento de Ordem Política e Social estava ajudando a Delegacia de Acidentes a resolver o caso, informando a possibilidade do acidente envolver um militante político. 
Segundo relatos prestados para a Comissão Especial sobre Mortos e Desaparecidos Políticos (CEMDP), feito por pessoas que estariam com James no momento do acidente, ele não teria ido a óbito durante o trágico ocorrido, vindo a ser socorrido ao hospital, local onde esteve sob vigilância de autoridades policiais. Ademais disso, não existem informações sobre o que realmente teria ocorrido ao corpo de James depois de ter sido encaminhado ao hospital. Alguns depoimentos de médicos afirmam, inclusive, que ele teria chegado sem vida ao posto médico, tendo seu corpo sido recolhido pelo Instituto Médico-Legal (IML). 

## Jornais
Ao dia 06 de abril do ano de 1972, um artigo do jornal O Globo noticiou que sua morte foi provocada por um tiroteio travado com os órgãos de segurança; Entretanto, ao final daquele mesmo ano, no dia 22 de novembro de 1972, um militar, que não foi identificado, informou que James Allen da Luz estava vivo e, inclusive, sendo procurado. O inquérito que apurou as atividades da Frente possui o nome de James.
Além disso, conforme publicação do Jornal do Brasil, datada de 26 de novembro de 1976, quatro anos depois, James teria morrido em um desastre automobilístico na cidade de Porto Alegre capital do Rio Grande do Sul.

## Conclusão da Comissão Nacional da Verdade
A partir das investigações realizadas, foi concluído que  há responsabilidade do Estado brasileiro na ocultação do cadáver de James Allen Luz. Ademais, se acrescenta que sofreu sistemáticas violações de direitos humanos promovidas pela ditadura civil militar, implantada no país a partir de abril de 1964.
Além disso, a Comissão Nacional da Verdade recomenda que continue as investigações sobre as circunstâncias do caso para a localização de James Allen Luz e seus restos mortais, ademais a apuração dos responsáveis.